# Флоридська протока

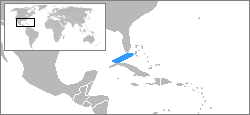
Розташування Флоридської протоки

Флоридська протока (англ. Straits of Florida, ісп. Estrecho de Florida) — морська протока між півостровом Флорида, Кубою і Багамськими островами.
Довжина 570 км, ширина 80 км; глибина до 2034 м. Сполучає Мексиканську затоку з Атлантичним океаном. Протокою проходить Флоридська течія (10 км/год) — початок течії Гольфстрим.
Порти: Гавана, Матансас (Куба), Маямі (США).
Першим з європейців у 1513 році водами протоки проплив іспанський конкістадор і дослідник Хуан Понсе де Леон.

## Клімат
Акваторія протоки лежить у зоні затишшя тропічного кліматичного поясу. Увесь рік над затокою панують тропічні повітряні маси. Сезонний хід температури повітря чітко відстежується. Переважають перемінні вітри та затишшя. У теплий сезон проходять тропічні циклони.